# Kattenescher Weg
Der Kattenescher Weg ist eine Erschließungsstraße in Bremen, Stadtteil Obervieland, Ortsteil Kattenturm. Sie führt überwiegend in West-Ost-Richtung und zwischendurch in Nord-Süd-Richtung von der Kattenturmer Heerstraße bis zur Dreyer Straße, teils parallel zur Ochtum.
Sie gliedert sich in die Teilbereiche
- Kattenturmer Heerstraße bis Kirchweyher Weg
- und Kirchweyher Weg bis Dreyer Straße.

Die Querstraßen und Anschlussstraßen wurden benannt u. a.  als Kattenturmer Heerstraße nach dem 1390 erstmals erwähnten Catteneschnertorme und als Heerstraßen (häufig in Bremen und Umzu), Münsterstraße nach der westfälischen Stadt, Leester Straße, Kirchweyher Weg und Dreyer Straße 1935 nach den Ortsteilen von Weyhe; ansonsten siehe beim Link zu den Straßen.

## Geschichte

### Name
Der Kattenescher Weg wurde benannt nach dem Ortsteil und dieser nach einer südöstlichen Feldmark. Kattenesch ist die niederdeutsche Form von Katt-Esch. Esch bedeutet Ackerland. Die Bremer Stadtbefestigung hatte bis 1666 hier und am Kattenthorn eine äußere Verteidigungslinie. Katze ist im Festungsbau die eingedeutschte Bezeichnung der Kat als z. B. Laufgrabenkatze, eine erhöhte Infanterieaufstellung in einem Schützengraben. Die Deutung von Katze als Belagerungsgerät auf Rädern ist unwahrscheinlich, aber möglich. Diese Katze war ein fahrbares Schutzhaus, das Angreifer im Mittelalter für die gesicherte Annäherung an eine Burg nutzten.

### Entwicklung
Der Kattenescher Weg war wohl der Siedlungskern eines kleinen Dorfes auf der nördlichen Seite der Ochtum.
Kattenesch ist hauptsächlich mit Reihen- und freistehenden Häusern bebaut, viele nach dem Zweiten Weltkrieg. Der Ortsteil hatte um 2010 rund 5000 Einwohner.

### Verkehr
Im Nahverkehr in Bremen durchfährt die Buslinie 27 (Weidedamm Nord ↔ Brinkum-Nord) die Straße.
An der Kattenturmer Heerstraße tangieren die überregionalen Buslinien 100 (Bremen – Bassum), 102 (Bremen – Syke), 120 (Bremen – Kirchweyhe) und 226 (Bremen – Wildeshausen) die Straße; ohne direkten Haltepunkt.

## Gebäude und Anlagen
Die Straße ist überwiegend mit ein- bis zweigeschossigen freistehenden Wohnhäusern bebaut mit zumeist Satteldächern.
Erwähnenswerte Gebäude und Anlagen
- Nr. 1: 1-gesch. Teil eines ehem. Bauernhauses mit Krüppelwalmdach
- Nr. 3a: 3-gesch. Bürohaus von nach 1970
- Brücke über das Arsten-Habenhauser Fleet
- Nr. 19: 1.-gesch. denkmalgeschütztes verklinkertes Wohn- und Landhaus Röpke von 1925 mit Fachwerk, Krüppelwalm, Loggia für den Lehrer Christian Röpke nach Plänen von Heinrich Jatho. Über dem Eingang steht: "Nord un Süd, de Weld is wied, Ost un West, to Hus is best."[1]
- Nr. 17: 1-gesch. Häuser der Jugendwohngruppe Kattenesch des SOS-Kinderdorfs
- Nr. 31: 1-gesch. neueres Wohn- und Geschäftshaus mit Apotheke Kattenesch
- Nr. 37/39: 1-gesch. Doppelwohnhaus von vor 1940
- Nr. 45: 1-gesch. Doppelwohn- und Geschäftshaus von vor 1940
- Dreyerstraße Nr. 1a: 1-gesch. Geschäftshaus mit der SB-Filiale der Sparkasse Bremen